# I-56/I-156
I-56/I-156 — підводний човен Імперського флоту Японії, який взяв участь у бойових діях на початковому етапі Другої світової війни. Споруджений як І-56, корабель 20 травня 1942-го був перейменований на І-156, щоб звільнити нумерацію для нових крейсерських підводних човнів (так само вчинили щодо всіх субмарин KD типів).

## Довоєнна служба
І-56 відносився до типу KD3 та став першим у підтипі KD3B. Останній мав незначні відмінності від попереднього KD3A, які мали за мету поліпшити мореходність (зокрема, корпус був довшим на метр, а осадка збільшилась на кілька сантиметрів).
І-56 спорудили у 1929 році на верфі ВМФ у Куре та включили до 19-ї дивізії підводних човнів, у складі якої човен перебував і на момент вступу Японії у Другу світову війну.
Під час довоєнної служби 27 лютого 1936-го в районі маяка Дайосакі (біля входу до затоки Ісе) І-56 в умовах обмеженої видимості таранив інший підводний човен І-53, на якому виникли проблеми з машиною. Втім, обидва кораблі отримали лише незначні пошкодження.

## Перший похід
1 грудня 1941-го, за кілька діб до відкриття бойових дій, І-56 вже вирушив з порту Самах (китайський острів Хайнань) до визначеного йому району у Південнокитайському морі, де разом з цілим рядом інших човнів сформував патрульну лінію поблизу півострова Малакка, на який вже 8 грудня (тобто у день нападу на Перл-Гарбор — тільки останній відбувся по інший бік лінії зміни дат) висадились японські десанти. У цей період І-56 атакував біля узбережжя Малакки якусь нідерландську субмарину, ймовірно, K XVII, але промахнувся.
11 грудня 1941-го за півтори сотні кілометрів на схід від Тренгану І-56 обстріляв та потопив норвезьке судно Hai Tung (1186 GRT), яке прямувало з вантажем риса із Бангкоку до Сінгапура.
14 грудня 1941-го акустики нідерландського підводного човна K XII почули шум гвинтів ворожої субмарини, можливо, І-56. Через якийсь час з K-XII помітили перископ і нідерландський корабель довернув та спробував таранити ворога, проте інша субмарина вчасно занурилась на більшу глибину і перископ щез.
20 грудня 1941-го І-56 повернувся з походу до бухти Камрань (центральна частина узбережжя В'єтнаму).

## Другий похід
28 грудня 1941-го І-56 вирушив для дій у Індійському океані на південь від острова Ява (можливо відзначити, що в цей період сюди спрямували цілу групу японських підводних човнів, які виходили до океану в обхід Яви зі сходу).
4 січня 1942-го за сотню кілометрів від узбережжя центральної Яви човен потопив артилерією британське вантажне судно Kwangtung (2626 GRT). Наступної доби І-56 сплив на поверхню та обстріляв нідерландське судно Tanimbar (8169 GRT), проте через вогонь у відповідь припинив атаку (можливо відзначити, що Tanimbar загине у червні 1942-го від італійської авіації, коли прямуватиме на Мальту).
8 січня 1942-го І-56 потопив одразу два судна біля західної частини Яви. Спершу вранці човен торпедував нідерландський пароплав Van Rees (3032 GRT), а увечері знищив артилерією так саме нідерландське пасажирське судно Van Riebeeck (2263 GRT).
Вже на зворотному шляху 12 січня 1942-го І-56 зустрів південніше від острова Балі нідерландське торгове судно Patras (2065 GRT). З останнього вчасно помітило небезпеку та змогли ухилитись від торпеди, тоді човен сплив на поверхню і відкрив вогонь з артилерії. Коли Patras вже отримало кілька влучань, у небі з'явився літак, що змусило І-56 зануритись. Літак, який насправді не мав глибинних бомб, полишив район, і І-56 знову сплив на поверхню. Втім, човен зміг лише випустити кілька снарядів наздогін Patras, яке сховалось у гавані Banjoewangi на східному завершенні Яви (у підсумку це судно переживе війну та буде здане на злам в середині 1950-х).
18 січня 1942-го І-56 повернувся до Камрані.

## Третій похід
31 січня 1942-го човен вирушив у наступний похід, обійшов Яву зі сходу протокою Ломбок та на початку лютого зайняв позицію біля південного входу до Зондської протоки (розділяє Суматру та Яву).
4 лютого 1942-го І-56 обстріляв нідерландське судно Togian (979 GRT). Останнє змогло уникнути знищення, проте всього за два тижні буде затоплене в гавані Купангу (острів Тимор) через загрозу захоплення ворогом.
11 лютого 1942-го човен безуспішно атакував ще одне судно, а 21 лютого прибув до затоки Старінг-Бей (поблизу Кендарі на південно-східному півострові острова Целебес), де певний час базувались великі сили японського флота.

## Четвертий поход
5 березня 1942-го І-56 рушив до району на південь від Яви. На той час цей острів, на східному та західному завершенні якого 1 березня висадились потужні десанти, був вже на межі падіння, а залишки союзних військ намагались полишити його. 9 березня І-56 перестрів крихітне суденце Scorpion, на якому 12 авіаторів рушили з Чілачапу (південне узбережжя центральної Яви). Командир японської субмарини наказав сплисти та оглянув Scorpion у бінокль, але дозволив йому прямувати далі (у підсумку після 47-денного плавання це суденце досягнуло Австралії). 12 березня І-56 повернувся до Старінг-Бей.
13―20 березня 1942-го човен здійснив перехід зі Старінг-Бей до Куре.

## П'ятий похід
14―24 травня 1942-го І-56 пройшов з Куре до атола Кваджелейн на Маршаллових островах, де на початковому етапі війни була значна база японського підводного флоту.
26 травня 1942-го, вже як І-156, човен вирушив у черговий похід (в цей період з Кваджелейну в межах операції проти атола Мідвей вийшло багато японських субмарин). 5 червня, після катастрофічної поразки авіаносного з'єднання в битві при Мідвеї, І-156 отримав наказ взяти участь у створенні завіси на випадок переслідування американцями японського флоту. Тієї ж доби він зустрів ворожий флотський танкер у супроводі двох есмінців проте не зміг зайняти положення для атаки. 20 червня човен повернувся на Кваджелейн.
22―30 червня 1942-го І-156 здійснив перехід до Куре. У липні 1942-го, враховуючи вік корабля, його вирішили використовувати для навчальних цілей у військово-морському окрузі Куре.

## Похід на Алеутські острови
У травні 1943-го, після висадки американців на острові Атту (західна частина Алеутського архіпелагу) японське командування для постачання та евакуації гарнізону розташованого далі на схід острова Киска залучило велику групу підводних човнів, зокрема І-156.
26 травня 1943-го І-156 вийшов з Йокосуки та 1 червня досягнув Парамуширу (Курильські острови), а 4 червня він рушив далі з вантажем боєприпасів та продовольства. 15 червня човен розвантажився на Кисці та прийняв на борт 60 осіб, а 20 червня прибув на Парамушир.
21―26 червня І-156 перейшов до Куре.

## Завершення служби
На тлі все більшої кризи японської оборони навесні 1945-го провели роботи по залученню І-156 до можливого спротиву, для чого човен перетворили на носій двох керованих торпед «кайтен». Первісно він здійснював з ними транспортні рейси до Кюсю, а з липня почались тренування по застосуванню цієї зброї. Втім, до практичного застосування «кайтенів» з І-156 не дійшло через капітуляцію Японії.
1 квітня 1946-го I-156 був затоплений разом з кількома іншими трофейними підводними човнами в межах операції «Roads End».

## Бойовий рахунок
| Дата       | Назва        | Тип         | Тоннаж | Місце           |
| 11.12.1941 | Hai Tung     | вантажне    | 1186   | 5°08'N 104°32'E |
| 04.01.1942 | Kwangtung    | вантажне    | 2626   | 9°12'S 111°10'E |
| 08.01.1942 | Van Rees     |             | 3032   | 7°53'S 106°11'E |
| 08.01.1942 | Van Riebeeck | пасажирське | 2263   | 8°11'S 108°47'E |